# حص الغماج (المحابشة)

تعديل مصدري - تعديل

حص الغماج هي إحدى قرى عزلة حجر بمديرية المحابشة التابعة لمحافظة حجة، بلغ تعداد سكانها 86 نسمة حسب تعداد اليمن لعام 2004.